# Wiebren Veenstra
Wiebren Veenstra (Harkema, 8 dicembre 1966) è un ex ciclista su strada olandese, professionista dal 1988 al 1996.

## Palmarès

### Strada
- 1985 (Dilettanti, una vittoria)

2ª tappa - parte a Olympia's Tour (Harderwijk > Hoogezand-Sappemeer)
- 1986 (Dilettanti, due vittorie)

3ª tappa - parte a Circuit Franco-Belge (Halluin > Halluin)
6ª tappa Olympia's Tour (Rotterdam > Wouw)
- 1988 (Hitachi-Bosal, due vittorie)

4ª tappa - parte b Circuit de la Sarthe (Noyen-sur-Sarthe > Le Mans)
3ª tappa Giro dei Paesi Bassi (Huizen > Nieuwegein)
- 1990 (Buckler-Colnago-Decca, cinque vittorie)

3ª tappa Giro del Belgio (Roeselare > Ostenda)
1ª tappa Giro dei Paesi Bassi (Groninga > Raalte)
2ª tappa Giro dei Paesi Bassi (Raalte > Dordrecht)
Veenendaal-Veenendaal
Grote Prijs Raymond Impanis
- 1991 (Buckler-Colnago-Decca, sette vittorie)

4ª tappa Étoile de Bessèges (Vergèze > Vergèze)
3ª tappa Tour de l'Oise (Compiègne > Nogent-sur-Oise)
Ronde van Midden-Zeeland
Circuit de Haute-Sambre
2ª tappa - parte a Giro dei Paesi Bassi (Haaksbergen > Raalte)
Veenendaal-Veenendaal
Grote Prijs Raymond Impanis
- 1992 (Buckler-Colnago-Decca, una vittoria)

GP Paul Borremans
- 1993 (Subaru-Montgomery, quattro vittorie)

9ª tappa Fresca Classic (Milwaukee > Milwaukee)
13ª tappa Fresca Classic (Milwaukee > Milwaukee)
1ª tappa Tour DuPont
4ª tappa Tour DuPont
- 1994 (Collstrop-Willy Naessens, sette vittorie)

1ª tappa - parte b Tour Méditerranéen (Béziers > Lattes)
Grote Prijs Stad Vilvoorde
1ª tappa Tour DuPont
4ª tappa - parte b Grand Prix du Midi Libre (Le Vigan > Montpellier)
2ª tappa Fitchburg Longsjo Classic
3ª tappa Tour of Britain (Carlisle > Blackpool)
3ª tappa - parte a Giro dei Paesi Bassi (Ede > Haaksbergen)
- 1995 (Motorola, una vittoria)

2ª tappa Critérium du Dauphiné Libéré (Charbonnières-les-Bains > Guilherand-Granges)

#### Altri successi
- 1987 (Dilettanti)

Ronde van Groningen
- 1989 (Hitachi)

Criterium Deurne
- 1990 (Buckler-Colnago-Decca)

Criterium Helchteren
Criterium Ystad
Västboloppet
Criterium Varik
Zwevezele Koerse
- 1991 (Buckler-Colnago-Decca)

Profronde van Surhuisterveen
Wingene Koers
Omloop om Schokland
- 1992 (Buckler-Colnago-Decca)

Wanzeel Koerse
Kaj-Kwb Prijs Zele
- 1993 (Subaru-Montgomery)

Canadian Tire-Shin
- 1994 (Collstrop-Willy Naessens)

Spektakel van Steenwijk
Grote Prijs Beeckman-De Caluwé
- 1995 (Motorola)

Criterium Woerden
- 1996 (Foreldorado-Golff)

Ronde van Midden-Brabant
Gouden Pijl

## Piazzamenti

### Grandi Giri
- Tour de France

1988: non partito (10ª tappa)
1991: 157º

### Classiche monumento
- Milano-Sanremo

1993: 52º
- Parigi-Roubaix

1993: 36º
1995: 35º